# Сърби в Украйна
Сърбите в Украйна са етническа група, която присъства на територията на днешна Украйна от средата на 18 век, след преселването им от Австро-Унгария в Руската империя. Според преброяването на населението през 2001 г. те са 623 души, или 0.001 % от населението на страната.

## Численост и дял
Численост и дял на сърбите според преброяванията на населението през годините:
| Година | Дял (в %) | Численост |
| 1926   | 0.0034    | 986       |
| 1939   | 0.0024    | 752       |
| 1970   | 0.0028    | 1350      |
| 1979   | 0.0012    | 644       |
| 1989   | 0.0012    | 637       |
| 2001   | 0.0012    | 623       |

## Роден език
Роден език сред определилите се за сърби, според преброяването на населението през 2001 г.:
- Сръбски – 219 (35,2 %)
- Руски – 218 (35,0 %)
- Украински – 104 (16,7 %)
- Други – 68 (10,9 %)